# Brian Morrison
Brian David Morrison (Seattle, 25 luglio 1982) è un ex cestista statunitense, professionista nella NBDL e in Europa.